# Citytunnel Malmö
De Citytunnel Malmö is een spoorwegtunnel in de Zweedse stad Malmö. Het nieuwe traject heeft een totale lengte van 17 kilometer, waarvan 6 kilometer lange tunnel onder het centrum van Malmö. De tunnel verbindt het centraal station van Malmö (een voormalig kopstation) met de Sontbrug. Naast het centraal station liggen er aan het nieuwe traject nog twee andere stations, waarvan een ondergronds in het stadscentrum.

## Geschiedenis

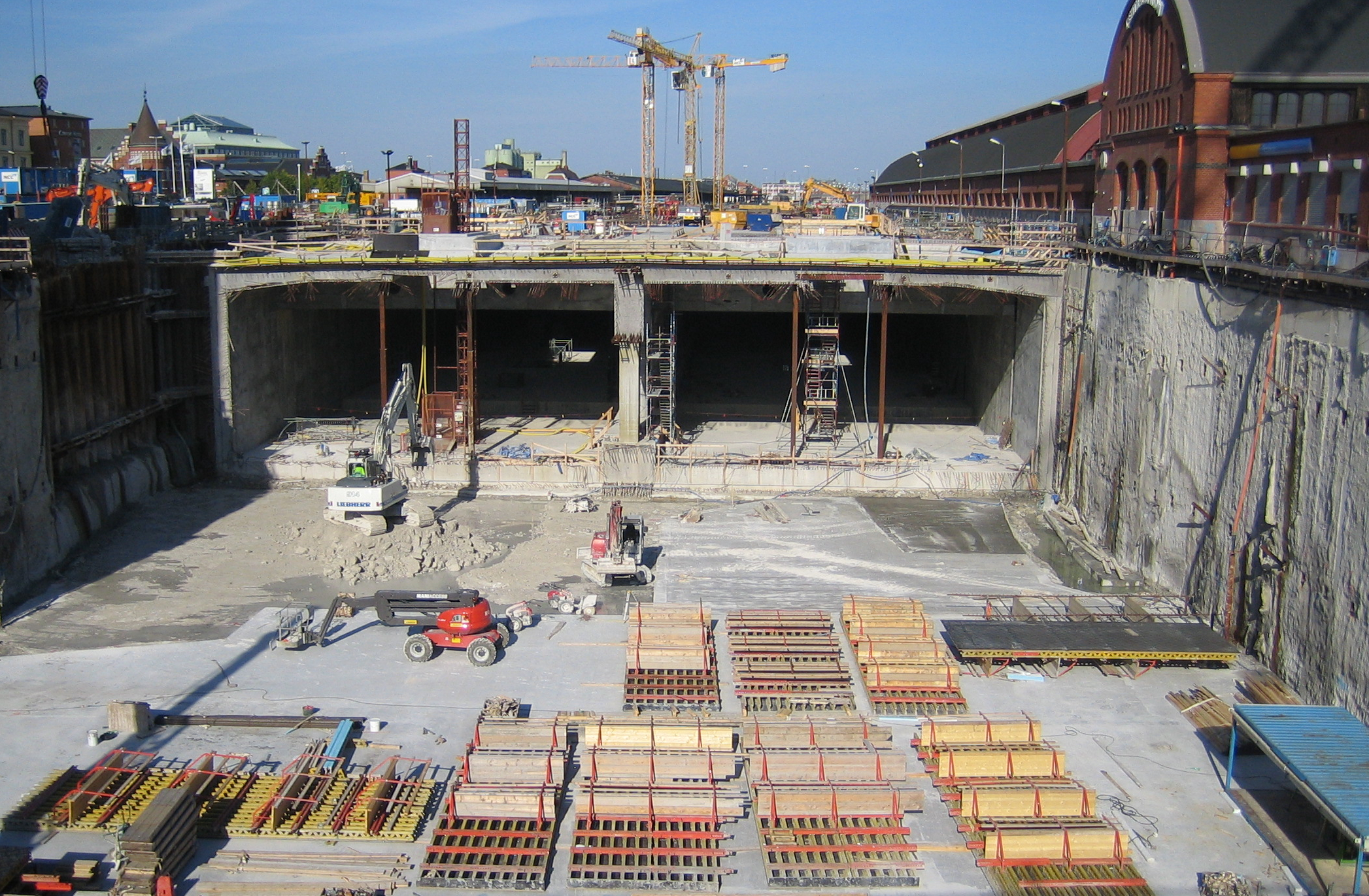
Citytunnel bij Malmö Centraal Station

In 1991 werd gelijk aan de spoorlijn Kopenhagen H - Malmö Centraal Station de planning van een city tunnel door de stad Malmö gekoppeld. In 1995 stelde Svedab AB (Zweeds-Deense bouwcombinatie) een onderzoek in naar de technologie en de kosten van de verschillende trajectvarianten. In 1998 kreeg Svedab AB dan groen licht voor de tunneloplossing.
In 2005 werd met de bouw begonnen. De tunnelboormachines Anna en Katrin begonnen in de omgeving van Hyllie in november 2006 en februari 2007 met het boren van hun tunnelbus. De tunnelboormachine Anna bereikte op 25 maart 2008 het ondergrondse station Malmö Centraal en de tunnelboormachine Karin bereikte het station op 21 april 2008.
De Citytunnel werd officieel op 4 december 2010 door koning Karel XVI Gustaaf om 16.00 uur geopend. De treindiensten rijden sinds 12 december 2010 door deze tunnel.
De Citytunnel wint Stora Samhällsbyggarpriset, een prijs van de bouwsector.

## Aansluitingen
In de volgende plaatsen was of is er een aansluiting van de volgende spoorwegmaatschappijen:

### Malmö Central

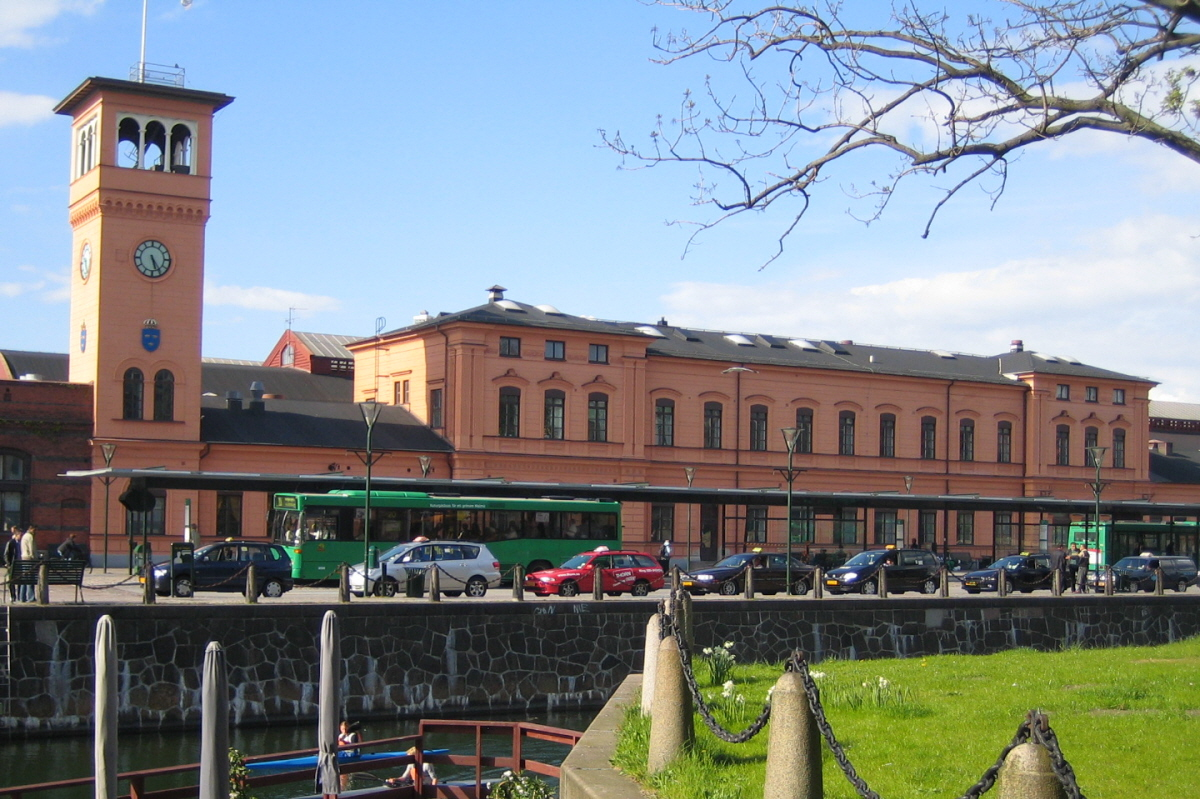
Malmö Centraalstation

Het station Malmö Central is gelegen aan de Skeppsbron was het beginpunt van de SJ spoorlijn over Lund en Falköping naar Stockholm en na 1896 de en de spoorlijn over Lund C naar Göteborg C rijden.
De architect van dit station was Folke Zettervall werd in 1856 geopend. Het station was aan de buitenzijde van de stad bij de veerhaven gevestigd.
Op 14 december 1866 werd het gebouw door een brand voor het grootste deel vernietigd. Dit werd in 1872 hersteld. Het station kreeg in 1926 officieel de naam Malmö Central
- Södra stambanan spoorlijn tussen Falköping C en Malmö C
- Västkustbanan spoorlijn tussen Göteborg C en Lund C - (Malmö C)

- Malmö - Billesholms Järnväg (MBJ) spoorlijn uit Billesholm

Het traject was onderdeel van de historische Västkustbanan route.
De langeafstandstreinen worden in hoofdzaak uitgevoerd door X 2000 treindiensten van Malmö C door soms via Göteborg C naar Stockholm C te rijden.
Ook is er de mogelijkheid om over te stappen op Pågatågen personentreinen die geëxploiteerd worden door Skånetrafiken volgende lijnen:
- Malmö C - Ystad - Simrishamn
- Malmö C - Landskrona - Helsingborg - Ängelholm
- Malmö C - Teckomatorp - Helsingborg
- Malmö C - Lund C
- Malmö C - Höör

## Treinbeïnvloeding
Het traject is voorzien van het zogenaamde Automatische Tågkontroll (ATC).

## Elektrische tractie
Het traject werd geëlektrificeerd met een spanning van 15.000 volt 16 2/3 Hz wisselstroom.